# Bloomberg
Bloomberg L.P. — американская компания, информационное агентство, один из двух ведущих американских поставщиков финансовой информации для профессиональных участников финансовых рынков.
Была основана Майклом Блумбергом в 1981 году. Является частной компанией: Майкл Блумберг выкупил в июле 2008 года 20 % компании у Merrill Lynch, и сейчас основателю принадлежит 88 % акций.
Основной продукт — Bloomberg Terminal, через который можно получить доступ к текущим и историческим ценам практически на всех мировых биржах и многих внебиржевых рынках, ленте новостей агентства Bloomberg и других ведущих средств массовой информации, системе электронной торговли облигациями и другими ценными бумагами.
Помимо Bloomberg Terminal, важным продуктом является семейство специализированных телевизионных каналов Bloomberg Television (по отдельному каналу для всех основных рынков), ИА Bloomberg News, журналы Bloomberg Markets, Bloomberg Businessweek, сайты Bloomberg.com и BusinessWeek.com, приложения для мобильных устройств и радио BloombergRadio.
В настоящее время главный офис находится в здании Блумберг-тауэр (Bloomberg Tower) в Нью-Йорке.
Председатель совета директоров компании — Марк Карни.

## История
В 1981 году после слияния Salomon Brothers с компанией Phibro Майкл Блумберг (генеральный партнёр Salomon Brothers) потерял работу, но получил согласно партнёрскому соглашению 10 млн долл..
На эти деньги Блумберг основал компанию Innovative Market Systems.

Всё, что от меня требовалось, — это найти дополнительную услугу, отсутствующую на рынке в текущий момент. Я задумал основать дело, построенное на сборе данных по ценным бумагам, возможности для клиентов выбрать самые важные с их точки зрения данные, а затем предоставить программное обеспечение, которое позволит обычным людям, не математикам, произвести анализ предоставленной информации. Этой возможности мучительно недоставало на рынке услуг.— Майкл Блумберг, «Блумберг о Bloomberg»
В 1982 году первым клиентом новой компании стала Merrill Lynch, установив 22 терминала и вложив в компанию Блумберга 30 млн долл..
В 1986 компания была переименована в Bloomberg L.P., и к 1988 году работало уже 5 тысяч терминалов. За пять лет были запущены дополнительные программы, включая торговую платформу Bloomberg Tradebook, систему обмена сообщениями Bloomberg Messaging Service и новостную ленту Bloomberg newswire.

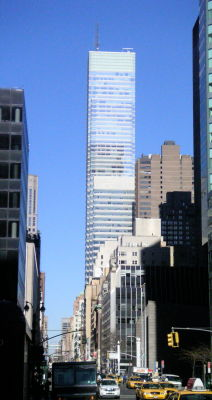
Небоскрёб Блумберг-Тауэр

Изначально бизнес агентства строился лишь на предоставлении доступа к базам данных и инструментам для их анализа, но затем терминалы агентства стали использовать в качестве электронной службы новостей по биржевым котировкам. Новости в текстовом виде для них до 1990 года поставляло информационное агентство Dow Jones & Company, пока оно не приобрело компанию Telerate, после чего расторгло договор с Bloomberg. Это привело к созданию собственной новостной службы Bloomberg — Bloomberg News Service. Она затем превратилась в международное агентство финансовой и деловой информации Bloomberg news. Сейчас группа Bloomberg включает информационное агентство, сайт, круглосуточный спутниковый канал, радиостанцию, журналы и книжное издательство, однако до 95 % её совокупного дохода приносят терминалы агентства, которых на 2017 год в мире было свыше 320 тыс. Они установлены во всех крупнейших инвестиционных компаниях и иных бизнес-структурах.
Председатель совета директоров компании в 2001—2023 — Питер Гравер.